# Улица Правды (Павловск)
У́лица Пра́вды — улица в городе Павловске (Пушкинский район Санкт-Петербурга). Проходит от улицы Мичурина до Екатерининской улицы. Далее продолжается Екатерининской улицей.
Участок от улицы Мичурина до реки Славянки в 1794—1840 годах входил в состав улицы вдоль по валу городскому (см. Берёзовая улица).
26 июля 1840 года участку от улицы Мичурина до Елизаветинской улицы дали название Водопрово́дная улица, поскольку по трассе улицы в начале XIX века был проложен открытый водопровод Павловска.
Примерно в 1952 году Водопроводную улицу переименовали в улицу Правды — в честь газеты «Правда».
Участок от Екатерининской до Елизаветинской улицы был упразднён в 1960-х годах. При этом генеральным планом Санкт-Петербурга предполагается вновь пробить этот отрезок.
В настоящее время единственный дом, носящий адрес по улице Правды, — насосная (улица Правды, 7а).
Улица Правды по Водопроводному мосту пересекает реку Тызьву.

## Перекрёстки
- улица Мичурина
- улица Васенко
- Конюшенная улица